# Salt-en-Donzy
Salt-en-Donzy település Franciaországban, Loire megyében. Lakosainak száma 545 fő (2022. január 1.). Salt-en-Donzy Valeille, Feurs, Jas, Saint-Barthélemy-Lestra és Salvizinet községekkel határos.

## Népesség
A település népessége az elmúlt években az alábbi módon változott:
| Lakosok száma | 278  | 374  | 412  | 445  | 537  | 543  | 544  | 547  | 552  | 545  |
|               | 1968 | 1982 | 1990 | 2006 | 2013 | 2015 | 2017 | 2019 | 2020 | 2022 |